# Університет прикладних наук Бохума
51°26′50″ пн. ш. 7°16′18″ сх. д. / 51.4473° пн. ш. 7.27169° сх. д.Університет прикладних наук Бохума (англ. Bochum University of Applied Sciences) — німецький державний вищий навчальний заклад з місцем розташування в місті Бохум.

## Загальна характеристика
Це другий за величиною вищий навчальний заклад Бохумa з більш ніж 8000 студентами та 900 співробітниками. Він був заснований 1971 і розташований у безпосередній близькості від Рурського університету.
Специфіка навчання полягає в міждисциплінарній спрямованості та співпраці з бізнесом регіону. Усі курси також пропонуються як дуальне навчання. Існує не тільки класичний варіант подвійної освіти: викладання плюс викладання (кооперативне навчання), студенти також можуть вибрати ступінь інженерної співпраці; стажування в компанії поєднується з очною діяльністю в університеті.

## Відділи
- Архітектура
- Цивільне та екологічне будівництво
- Електротехніка та інформатика
- Мехатроніка та машинобудування
- Геодезія
- Бізнес